# NGC 4973
NGC 4973 é uma galáxia elíptica (E) localizada na direcção da constelação de Ursa Major. Possui uma declinação de +53° 41' 08" e uma ascensão recta de 13 horas, 05 minutos e 32,1 segundos.
A galáxia NGC 4973 foi descoberta em 14 de Abril de 1789 por William Herschel.